# 诺托
诺托（義大利語：Noto）是意大利西西里大区东南部锡拉库萨省的一个市镇，位于锡拉库萨西南32公里处，面积550.86 km2 ，人口23816人（2009年4月），海拔152米。
諾托在1693年西西里地震中遭到重創，半數人口因地震遇難。災後諾托以西西里巴洛克風格重建。
2002年，诺托及其教堂被列为世界遗产 。

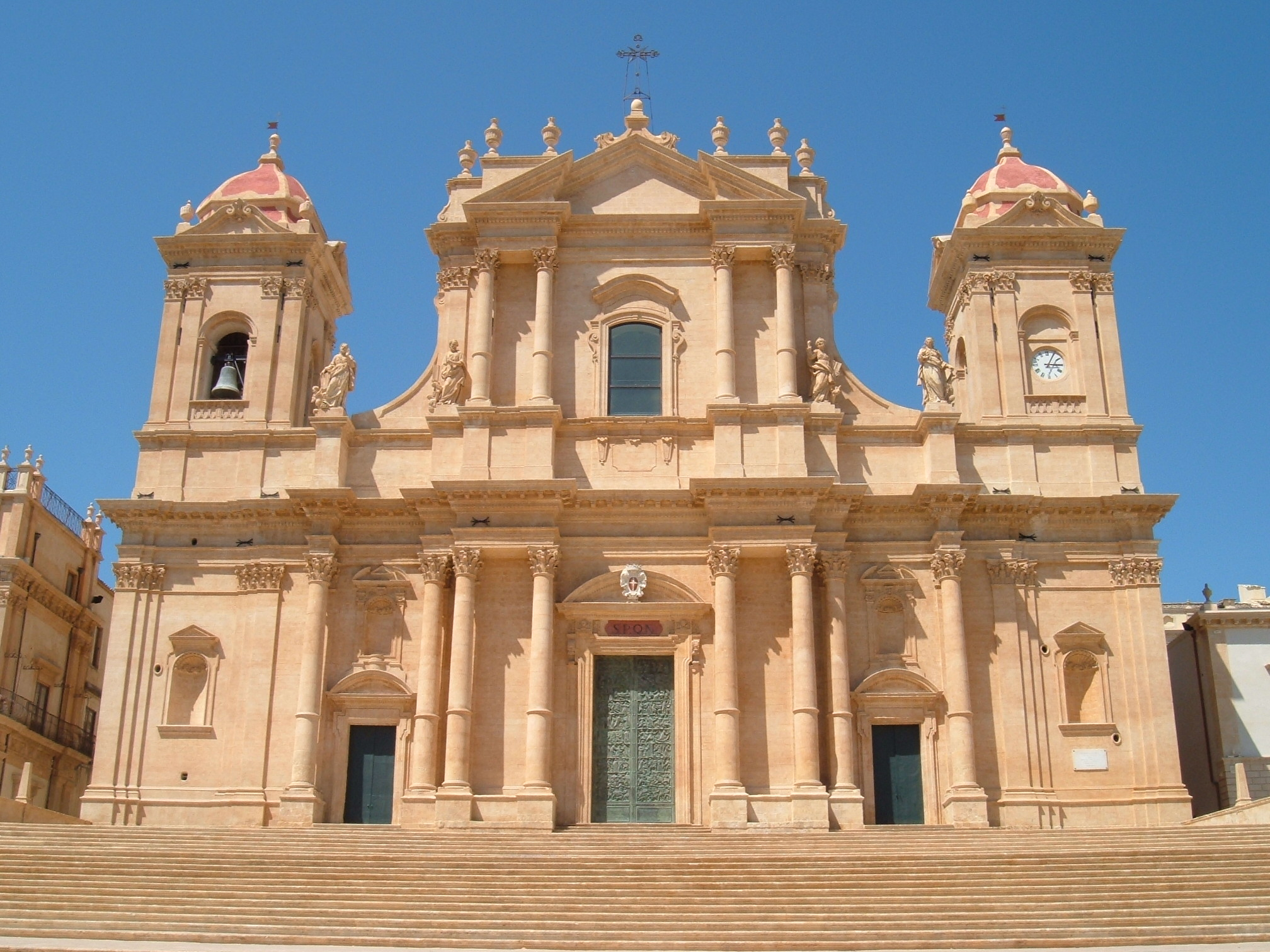
聖尼各老主教座堂
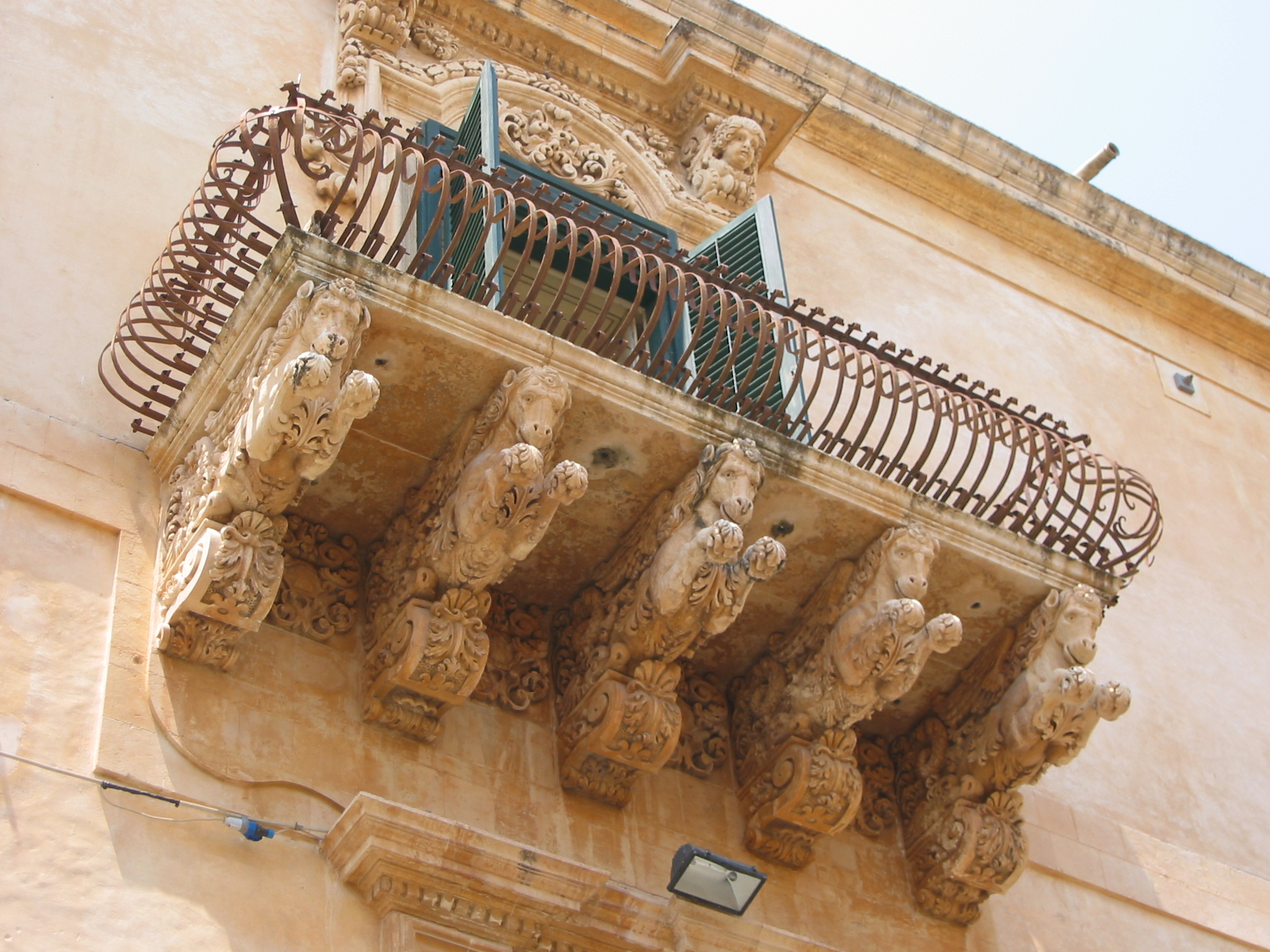
Villadorata宫的阳台
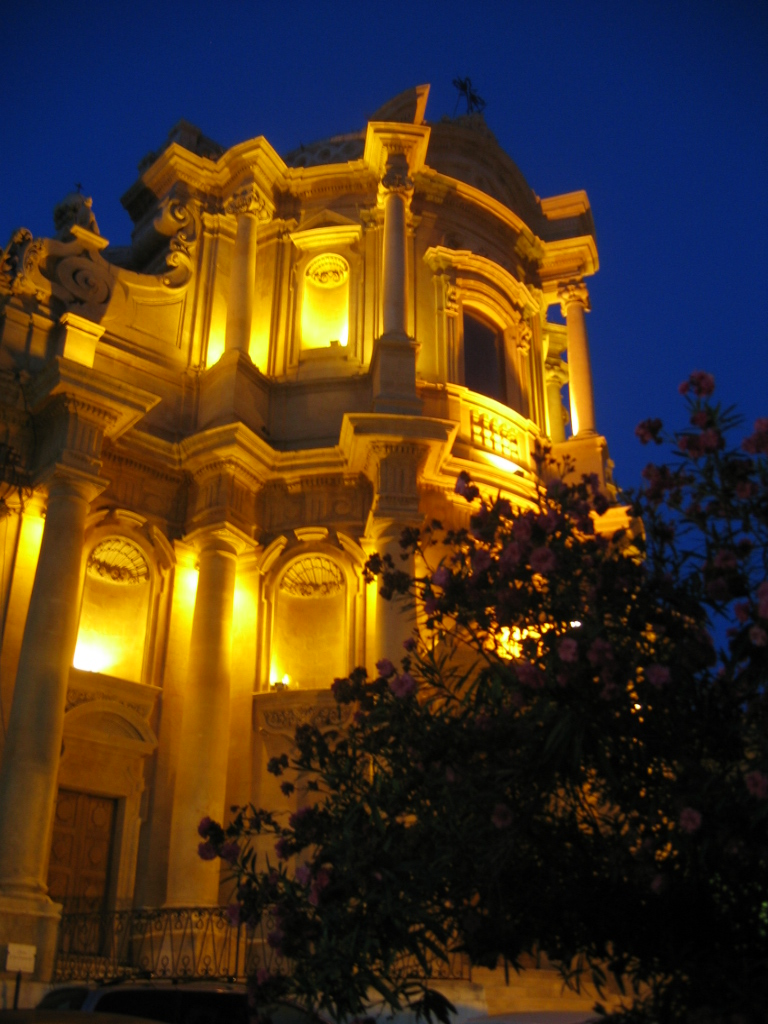
圣Domenico教堂
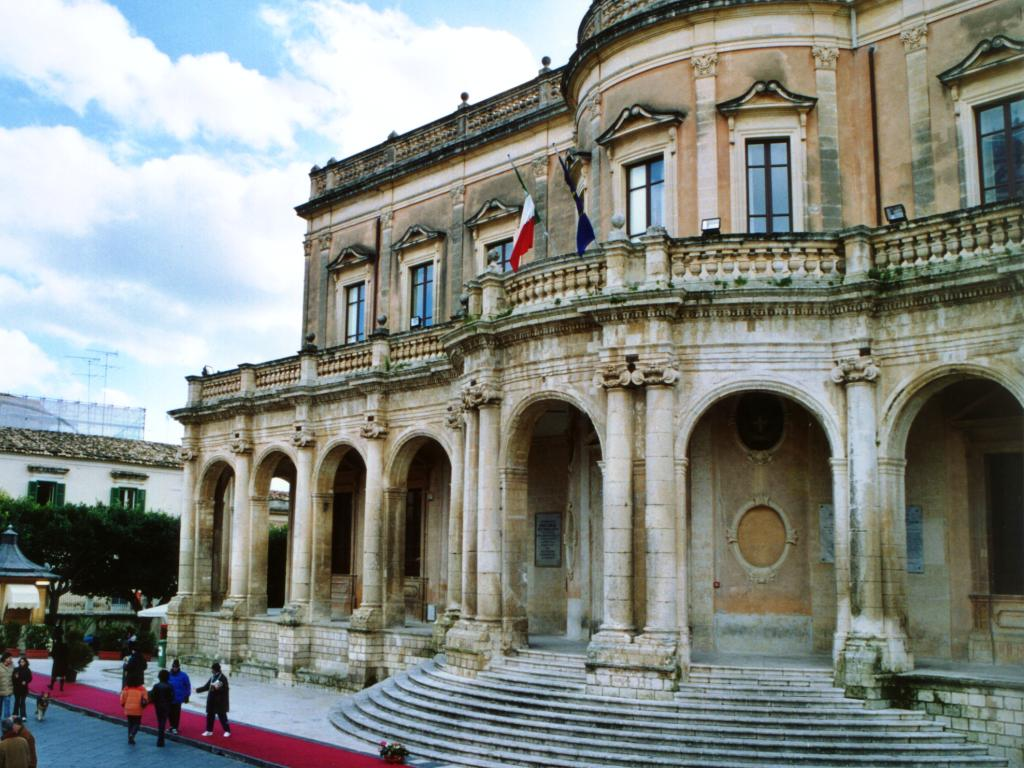
市政厅